# Neonauclea chalmersii
Neonauclea chalmersii är en måreväxtart som först beskrevs av Ferdinand von Mueller, och fick sitt nu gällande namn av Elmer Drew Merrill. Neonauclea chalmersii ingår i släktet Neonauclea och familjen måreväxter. Inga underarter finns listade i Catalogue of Life.